# 狩獵監督官
狩獵監督官（英語：Game wardens）是一種受雇傭來保護野生動物的職業，有時候狩獵監督官也叫做騎警（trooper）、野生動物騎警、保護官（conservation officer）或者野生動物保護官（wildlife officers），他們所擔當的角色很大一部份都與英國的獵場看守相同，在維持生態平衡中扮演著重要角色。

## 各地的狩獵監督官

### 北美
在美國，狩獵監督官是州或地方政府任命的，負責執行與捕獵野生動物和捕魚相關的法律的官員，26個州都有自然資源局或者相關機構。在美國的一些地區，狩獵監督官擁有自己的一般執法機關，這意味著他們還有權利處理其他一些犯罪事件。
狩獵監督員亦有“騎警”等稱呼，在法律允許範圍內享有相當大的權力，例如確定獵人、漁夫等的執照合法。他們也會做一些細節調查以解決關於動物的犯罪問題，一些地方的監督官也被授予職權解決與狩獵相關的殺人案或者水上事故。他們也有權利逮捕酒駕者或者藥駕者。他們會采用DNA、弹道学、指紋識別和其他相關證據起訴犯了相應罪行的罪犯。同時，狩獵監督官也有責任協助合法的捕獵以及進行直升機、固定翼飛機巡邏。他們有義務對公眾進行狩獵教育，以提高他們對野生動物管理及生境保護重要性的意識。
73名狩獵監督官被列在殉職警官紀念頁上。
狩獵監督官有義務驅逐（或檢查）入侵物種。他們會執行瀕危野生動植物種國際貿易公約的相關法案例如瀕危動物保護條例、1918年候鳥協定法案或者野生動植物保護管理國際省際貿易條例（加拿大）。

#### 關於搜查令
很多美國州允許狩獵監督官在沒有搜查令的情況下執行特定的搜查。

## 評價
正如北美狩獵監督官博物館所描述的一樣，面對有武裝的偷獵者，狩獵監督官總是孤立無援而且有致命危險的工作。
隨著世界全球化，狩獵監督官的職務便不僅僅限於當地執法，例如維護瀕危野生動植物種國際貿易公約等。必要時，他們會協助相關的國家或聯邦機構，比如美國魚類及野生動物保護局或者加拿大環境部。

## 外部連結
- Association of Fish & Wildlife Agencies.
- North American Wildlife Enforcement Officers Association.